# 黄有根
黄有根（1951年—），湖北武汉人，汉族，中华人民共和国政治人物、第十一届全国人民代表大会湖北地区代表。
毕业于武汉财贸学校金融专业，是中共党员。担任中国证监会湖北监管局局长。2008年起担任全国人大代表。